# لودمیلا رودنکو
لودمیلا ولادیمیرونا رودنکو (روسی: Людми́ла Влади́мировна Руде́нко، اوکراینی: Людмила Володимирівна Руденко؛ نویسه‌گردانی نام  در منابع مختلف انگلیسی ممکن است متفاوت باشد Liudmila, Ljudmila, Ludmila؛ انگلیسی: Lyudmila Vladimirovna Rudenko؛ ۲۷ ژوئیهٔ ۱۹۰۴ – ۴ مارس ۱۹۸۶)، استادبزرگ زنان شطرنج اهل اتحاد جماهیر سوسیالیستی شوروی و دومین قهرمان شطرنج زنان جهان طی سال‌های ۱۹۵۰ تا ۱۹۵۳ میلادی بود. استاد بین‌المللی و استاد بین‌المللی زنان در ۱۹۵۰ میلادی، و استادبزرگ زنان در ۱۹۷۶ میلادی از طرف فیده به او اهدا شد. او نخستین زنی بود که عنوان استاد بین‌المللی را دریافت کرد. رودنکو قهرمان زنان اتحاد جماهیر سوسیالیستی شوروی در ۱۹۵۲ میلادی نیز بود.

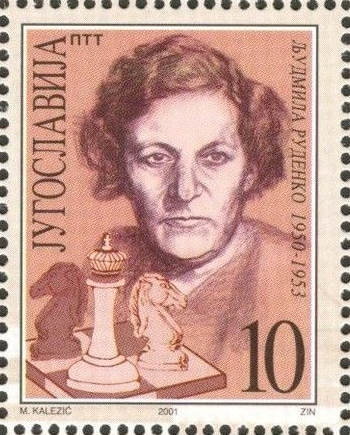
تمبر یادبود لودمیلا رودنکو، ۲۰۰۱ یوگسلاوی

او در لوبنی در استان پولتاوای اوکراین، بخشی از امپراتوری روسیه زاده شد. در سن ۱۰ سالگی بازی شطرنج را از پدرش آموخت گرچه در ابتدا بیشتر به ورزش شنا علاقه نشان می‌داد. پس‌از پایان تحصیلات ابتدایی به اودسا رفت و در اقتصاد فارغ‌التحصیل شد. رودنکو قهرمان شنای قورباغه ۴۰۰ متر اودسا، و در ۱۹۲۵ میلادی نایب‌قهرمان شنای قورباغه اوکراین شد.
کار حرفه‌ای او برنامه‌ریزی اقتصادی در شوروی بود و شطرنج همواره برای او در حکم یک سرگرمی ماند. دوران حرفه‌ای شطرنج رودنکو با بازی در مسابقه شطرنج پس‌از نقل مکان به مسکو در ۱۹۲۵ میلادی آغاز شد. در ۱۹۲۸ میلادی موفق به کسب عنوان قهرمانی زنان مسکو شد. پس‌از آن به لنینگراد رفت، در آنجا با دانشمندی به نام «لِو داویدوویچ گلدشتاین» ازدواج کرد. در ۱۹۳۱ میلادی آنها صاحب یک فرزند پسر شدند.
آموزش جدی شطرنج را در ۱۹۲۹ میلادی در لنینگراد با پیتر رومانوفسکی، استاد شطرنج، آغاز کرد و از این‌رو سه‌بار قهرمان شطرنج زنان لنینگراد شد.
در جنگ جهانی دوم، سازماندهی تخلیه کودکان از محاصرهٔ لنینگراد با قطار را رودنکو برعهده داشت. او این عمل را به‌عنوان مهمترین کاری که در زندگی‌اش انجام داده‌است، توصیف می‌کند.
قهرمان زنان جهان، ورا منچیک در ۱۹۴۴ میلادی در یک حمله هوایی کشته شد. بعد از جنگ جهانی و در زمستان ۱۹۵۰–۱۹۴۹ میلادی، فدراسیون جهانی شطرنج (فیده) ترتیب مسابقه‌ای در مسکو را داد تا قهرمان جدید شطرنج جهان مشخص شود. شانزده زن از دوازده کشور جهان به همراه چهار شطرنج‌باز از اتحاد جماهیر شوروی به رقابت پرداختند که لودمیلا رودنکو با نُه پیروزی، یک شکست و پنج مساوی، قهرمان شطرنج جهان شد. این عنوان در ۱۹۵۳ میلادی با نتیجه پنج برد، هفت باخت و دو تساوی، به الیزابت بیکووا واگذار شد.